# Bhama Srinivasan
Bhama Srinivasan (Madrás, 22 de abril de 1935) es una matemática conocida por su trabajo en la teoría de la representación de grupos finitos. Sus contribuciones fueron reconocidas en la Conferencia Noether de 1990. Fue presidenta de la Asociación de Mujeres en Matemáticas de 1981 a 1983.
Srinivasan se doctoró en 1959 con la disertación Problemas sobre representaciones modulares de grupos finitos bajo la dirección de JA Green en la Universidad de Mánchester. Es profesora emérita de la Universidad de Illinois en Chicago. Ha sido directora de tesis en cinco ocasiones. Es coautora de varios artículos con Paul Fong sobre teoría de la representación modular y la teoría de Deligne-Lusztig.

## Trayectoria
Srinivasan nació en Madrás, India. Fue a la Universidad de Madrás, donde se licenció en artes en 1954 e hizo su maestría en ciencias en 1955. Viajó a Inglaterra para realizar sus estudios de doctorado. Permaneció en Inglaterra para comenzar su carrera académica profesional como profesora de matemáticas en la Universidad de Keele, donde estuvo desde 1960 hasta 1964. Más adelante obtuvo una beca postdoctoral en la Universidad de Columbia Británica a través del Consejo Nacional de Investigación de Canadá de 1965 a 1966. Regresó a su hogar en la India para enseñar en el Instituto Ramanujan de Matemáticas de su alma mater, la Universidad de Madrás, desde 1966 hasta 1970.

## Carrera profesional
Srinivasan emigró a los Estados Unidos, donde enseñó durante la siguiente década en la Universidad Clark en Worcester, Massachusetts, como profesora asociada. En 1977, se naturalizó como ciudadana de los Estados Unidos. Ese año fue miembro del Instituto de Estudios Avanzados de Princeton, Nueva Jersey. En 1980, comenzó su larga trayectoria en la Universidad de Illinois como profesora de matemáticas en el campus de Chicago Circle.
Srinivasan se ha distinguido en su campo a lo largo de su carrera. En enero de 1979, pronunció un discurso invitada por la Sociedad Estadounidense de Matemáticas (AMS) sobre "Representaciones de grupos clásicos" en las Reuniones Conjuntas de Matemáticas en Biloxi, Mississippi. También ha sido invitada a ocupar cátedras visitantes a nivel internacional en la Ecole Normale Superieure de París, la Universidad de Essen en Alemania, la Universidad de Sydney y la Universidad de Ciencias de Tokio en Japón. Ha sido editora de varias revistas de su campo: Proceedings of the AMS (de 1983 a 1987); Comunicaciones en Álgebra (de 1978 a 1984); Encuestas y monografías matemáticas (de 1991 a 1993). De 1991 a 1994, formó parte del Comité del Consejo Editorial de la AMS.
Srinivasan colaboró con Paul Fong en grupos finitos del tipo Lie, y este trabajo se ha vinculado a la investigación de Lusztig sobre grupos cuánticos, cruzando así entre matemáticas y física. Aunque Srinivasan generalmente defiende la investigación matemática pura, resistiendo la tentación de encontrar una aplicación práctica para todas las matemáticas, se entusiasmó con la aplicación de su investigación a la física.

## Premios y reconocimientos
En 2012 se convirtió en miembro de la Sociedad Estadounidense de Matemáticas. En 2017, fue seleccionada como miembro de la Asociación de Mujeres en Matemáticas en la promoción inaugural. Aparece en una baraja de cartas que presenta a mujeres matemáticas notables publicada por la Asociación de Mujeres en Matemáticas.

## Obras
- Srinivasan, Bhama (1968), «The characters of the finite symplectic group Sp(4,q)», Transactions of the American Mathematical Society 131 (2): 488-525, ISSN 0002-9947, doi:10.2307/1994960.
- Srinivasan, Bhama (1979), Representations of finite Chevalley groups. A survey., Lecture Notes in Mathematics 764, Berlin, New York: Springer-Verlag, ISBN 978-3-540-09716-7.[7]
- Fong, Paul; Srinivasan, Bhama (1982), «The blocks of finite general linear and unitary groups», Inventiones Mathematicae 69 (1): 109-153, Bibcode:1982InMat..69..109F, ISSN 0020-9910, doi:10.1007/BF01389188.